# Veszprémvarsány
Veszprémvarsány je vas na Madžarskem, ki upravno spada pod podregijo Pannonhalmi Županije Győr-Moson-Sopron.